# Hussein ibn Ali (Hedschas)

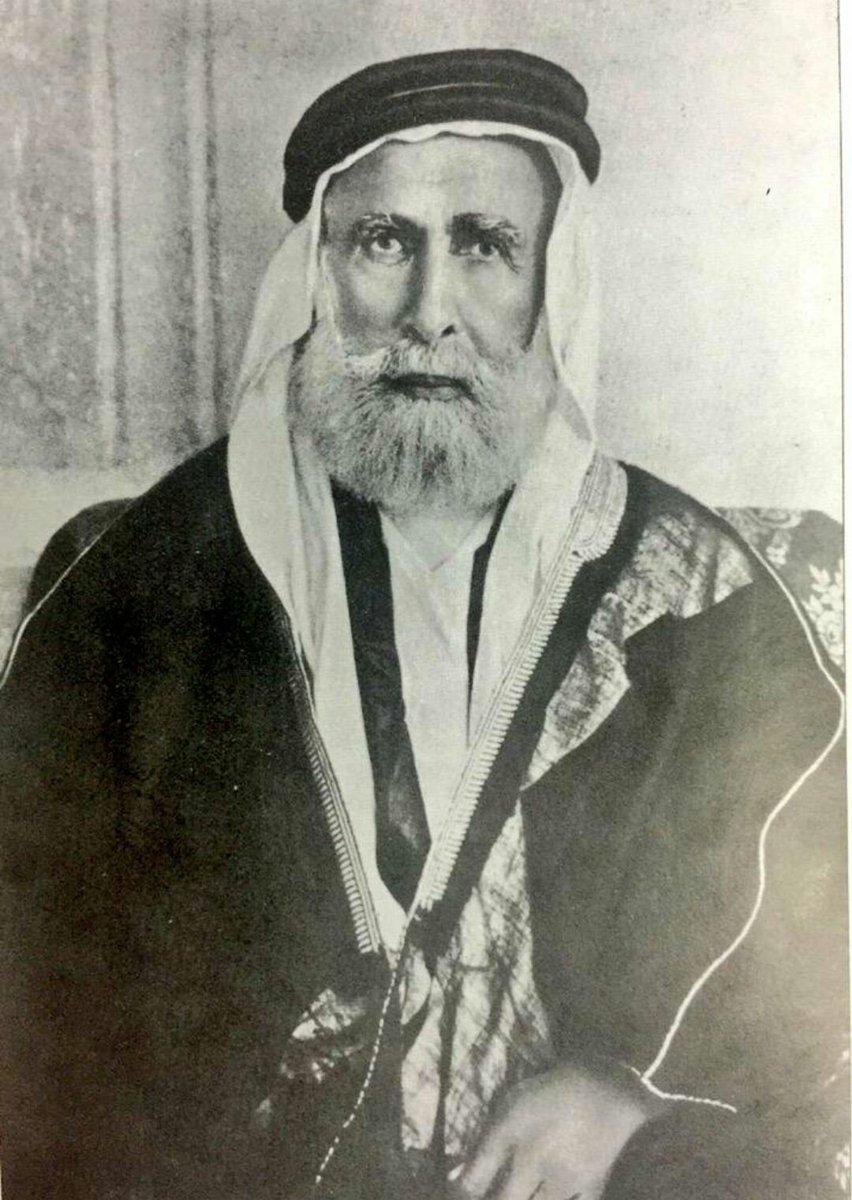
Hussein ibn Ali

Hussein ibn Ali (arabisch حسین بن علي Ḥusayn bin ʿAlī; * 1853 oder 1856 in Istanbul; † Sommer 1931 in Amman) war von 1908 bis 1916 Emir des Hedschas und Großscherif von Mekka sowie von 1916 bis 1924 König des Hedschas. 1924 musste er auf Druck der Saud zugunsten seines ältesten Sohnes ʿAlī abdanken. Er war damit der letzte Haschimitenherrscher in Mekka, der, wenigstens eine kurze Zeit, keiner formalen Oberherrschaft unterlag.

## Leben
Geboren in Istanbul, wo er auf „Einladung“ des Sultans Abdülhamid II. seit 1893 zwangsweise lebte, wurde Hussein 1908 als Großscherif in Mekka eingesetzt, das zum Osmanischen Reich gehörte. Dort gelang es ihm als Hüter der heiligen Stätten des Islam, die Privilegien und den politischen wie geistlichen Einfluss seines Amtes gegen die weltlichen Zentralisierungstendenzen der Jungtürken zu behaupten. Gleichwohl wies Hussein 1911 ein Angebot arabischer Nationalisten, sich an die Spitze eines Aufstands gegen die türkische Fremdherrschaft zu stellen, zurück. Stattdessen unterstützte er osmanische Strafexpeditionen gegen arabische Rebellen, solange sich die Militärkampagnen gegen die Rivalen seines Hauses richteten.
Nach Ausbruch des Ersten Weltkrieges versuchte Hussein anfänglich, eine lavierende Neutralität zwischen der mit dem Deutschen Reich verbündeten jungtürkischen Regierung in Istanbul und den feindlichen Engländern in Ägypten aufrechtzuerhalten. Sein zentrales Ziel war es, die eigene Herrschaft im Hedschas in Gestalt einer weitgehend selbstständigen Erbmonarchie zu festigen – sei es als Provinz im Rahmen des Osmanischen Reiches wie bislang, oder als britisches Protektorat. Erst nachdem Hussein im Januar 1915 erfahren hatte, dass die Osmanen ihn nach Kriegsende unwiderruflich absetzen wollten, wandte er sich von Istanbul ab und suchte die Allianz mit den Briten. Sein Sohn Faisal kehrte aus Damaskus, wo er mit Führern patriotischer Geheimbünde über einen allgemeinen arabischen Aufstand verhandelt hatte, mit einem Programm zurück, welches die Grenzen eines unabhängigen großarabischen Königreiches markierte. Hussein sandte das Damaskus-Protokoll den Engländern als Verhandlungsgrundlage für eine arabisch-britische Kooperation im Ersten Weltkrieg zu. Erst nach einigem Zögern ging die britische Seite auf Husseins Vorschlag ein. Henry McMahon, Hoher Kommissar der britischen Regierung in Kairo, stimmte in der Hussein-McMahon-Korrespondenz zwischen Juli 1915 und Februar 1916 prinzipiell der Errichtung eines selbständigen arabischen Reiches zu. Er vermied es allerdings, verbindliche Gebietszusagen zu machen. Speziell die Weigerung der Engländer, die Küstengebiete Syriens und des Libanon den Arabern zuzusprechen, zog neben den auffällig vagen Formulierungen McMahons die Verhandlungen zwischen Kairo und Mekka in die Länge. Gleichzeitig vereinbarten Großbritannien und Frankreich im geheimen Sykes-Picot-Abkommen die Aufteilung des Nahen Ostens nach Kriegsende in Einflusssphären (16. Mai 1916).
Als Hussein im Frühjahr 1916 benachrichtigt wurde, dass ein türkisch-deutsches Truppenkontingent durch den Hedschas in Richtung Jemen marschieren solle, geriet er in Panik. In Damaskus und Beirut waren auf Befehl Cemal Paschas mehrere arabische Nationalisten hingerichtet worden. Hussein musste befürchten, dass sein Komplott aufgedeckt worden sei. Entgegen seinem bedächtigen, wichtige Entscheidungen aufschiebenden Charakter rief Hussein deswegen im Juni 1916 die arabischen Beduinen übereilt und unkoordiniert zum Freiheitskampf gegen die Türken auf (Arabische Revolte). Am 2. November 1916 ließ er sich überdies von seinen Anhängern zum „König von Arabien“ ausrufen. Großbritannien und Frankreich erkannten Hussein I. allerdings nur als König des Hedschas an.
Einige Erfolge – etwa die Einnahme der schwach besetzten Städte Mekka und Dschidda sowie Anschläge auf die Hedschasbahn – konnten jedoch nicht über die militärische Schwäche des Unternehmens hinwegtäuschen. Statt der von Hussein versprochenen 100.000–250.000 Stammeskrieger schlossen sich dem Aufstand lediglich einige tausend Araber an. Die arabischen Soldaten der regulären osmanischen Armee blieben weitgehend loyal. Außerhalb des Hedschas wurde Hussein von den arabischen Scheichs, die ihre eigene Souveränität anstrebten, nicht als Führer anerkannt. Freilich gelang es Hussein, mit Hilfe britischer Verbindungsoffiziere – darunter T. E. Lawrence („Lawrence von Arabien“) – und monatlichen Hilfsgeldern in Höhe von 200.000 Goldpfund seine Stellung im Hedschas zu stärken. Aus Sicht der Londoner Regierung und des Arab Bureau, einer Zweigstelle des britischen Geheimdienstes in Kairo, war der arabische Aufstand eine Enttäuschung. Zwar ließen die europäischen Westmächte Hussein nicht fallen, sie fühlten sich aber durch den Verlauf der Ereignisse in ihrer imperialistischen Haltung bestätigt, dass die strategisch wichtige arabische Region künftig von ihnen kontrolliert werden müsse, um Stabilität zu gewährleisten.
So blieb Hussein ibn Ali nach dem Ersten Weltkrieg auf das Königreich Hedschas beschränkt. 1921 weigerte er sich, mit Großbritannien ein Abkommen zu treffen, welches seine lokale Herrschaft anerkannt, zugleich aber den Verzicht auf Syrien, Libanon und Palästina endgültig gemacht hätte. Daraufhin stellte London seine finanzielle Unterstützung ein. Nach der Abschaffung des Kalifats durch Atatürk erklärte sich Hussein 1924 zum Kalifen. Dadurch isolierte er sich endgültig in der arabischen Welt. Sein ärgster Widersacher, Abd al-Aziz ibn Saud, überfiel mit seinen wahhabitischen Kriegern den Hedschas. Nach dem Verlust von Mekka trat Hussein den Königstitel an seinen ältesten Sohn Ali ibn Hussein ab. Die Herrschaft der Haschimiten über Mekka hatte im 10. Jahrhundert begonnen und fast ohne Unterbrechung bis zu diesem Zeitpunkt angedauert. Hussein ibn Ali selbst floh ins Exil nach Britisch-Zypern und starb 1931 in Amman. Seine Leiche wurde nach Jerusalem überführt und in einem Familiengrab auf dem Ölberg bestattet.
Seine Söhne Abdallah ibn al-Hussain I. und Faisal I. wurden Emir in Transjordanien (1921–1951) bzw. König in Syrien (1920) und dem Irak (1921–1932). Die Hussein-McMahon-Korrespondenz blieb für den Nahostkonflikt von eminenter Bedeutung, da die Aussagen über Palästina von arabisch-palästinensischer und jüdischer Seite kontrovers interpretiert wurden.